# Feigenbaumklippe
Die Feigenbaumklippe, auch Feigenbaumkanzel genannt, ist eine Granitfelsformation östlich des Okertals im Harz. Sie liegt nahe Romkerhalle im gemeindefreien Gebiet Harz des niedersächsischen Landkreises Goslar. Ihren Namen bekam die Klippe von der „Kupfererzgrube Feigenbaum“, die sich einmal am Fuße des Huthbergs befand. Ihre Felsen zeigen deutliche Anzeichen von Wollsackverwitterung.

## Geographische Lage
Die Feigenbaumklippe liegt im Oberharz im Naturpark Harz rund 800 m nordöstlich der Ansiedlung Romkerhalle (ca. 335 m ü. NHN) auf der Südwestflanke des Huthbergs (604,8 m) bei etwa 540 m Höhe; ihre höchste Stelle befindet sich im Südosten der Felsformation. Nach Westen fällt die Landschaft zur Oker mit dort verlaufender Bundesstraße 498 (Oker–Romkerhalle–Okerstausee–Altenau) ab.

## Geologie
Die Granitklippe entstand vor ca. 280 Millionen Jahren im Karbon durch vulkanische Aktivität. Flüssiges Granit aus den Magmakammern der Lithosphäre drängte nach oben und erstarrte, noch bevor das bestehende Deckengebirge durchstoßen wurde, in der Nähe der Erdoberfläche. Im Laufe der Zeit wurde das ursprüngliche Deckgebirge abgetragen und auch das Granit der Verwitterung preisgegeben. Heute lässt sich an der Feigenbaumklippe die harztypische Wollsackverwitterung beobachten.

## Wandern und Aussichtsmöglichkeiten
Vorbei an der Feigenbaumklippe führt der Wanderpfad von den Kästeklippen zum Romkerhaller Wasserfall. Die Felsformation ist beliebtes Wanderziel, von deren Aussichtsplattform sich Blicke nach Westen in das Okertal bieten. Die Plattform ist durch ein Geländer gesichert.